# Biltmore Estate

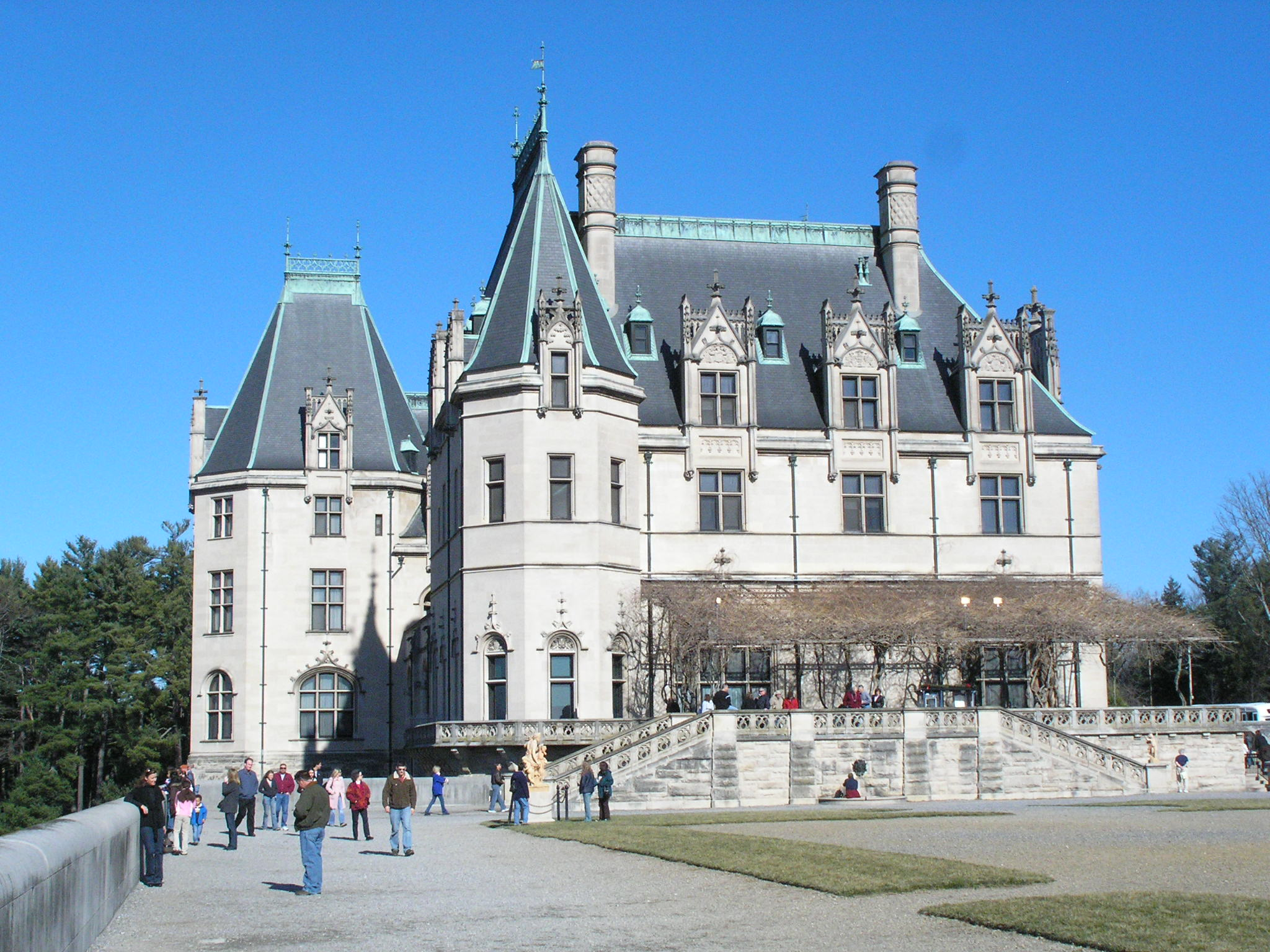
Biltmore Estate, Südfassade mit Terrasse und Pergola

Biltmore Estate ist ein Landbesitz nahe Asheville (North Carolina), dessen Herrenhaus Biltmore House im Renaissancestil erbaut wurde und heute als Museum genutzt wird.
Es wurde durch den New Yorker Architekten Richard Morris Hunt im Auftrag von George Washington Vanderbilt II zwischen 1888 und 1895 erbaut. Der Einzug erfolgte 1895. Es war damals mit einer Gesamtfläche von 8000 Acre (ca. 32 Quadratkilometer) das größte private Anwesen in den USA. Das Herrenhaus mit einer Wohnfläche von 175.000 Quadratfuß (ca. 16.260 m²) hat eine 238 Meter lange Fassade aus Indiana-Kalkstein, umfasst 250 Zimmer sowie einen Swimmingpool, eine Bowlingbahn und einen Fitnessraum. Bei seiner Fertigstellung 1895 war es komplett mit Elektroanschlüssen ausgestattet und eines der ersten Wohnhäuser, in dem Thomas Edisons Glühlampe verwendet wurde.

## Geschichte

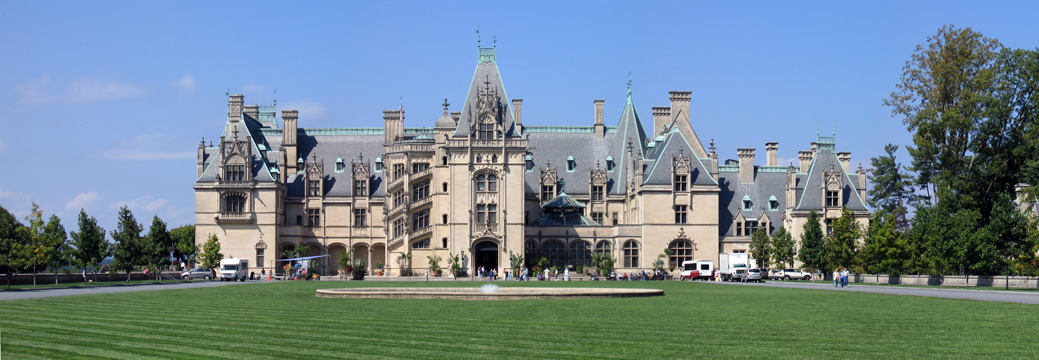
Biltmore Estate

George Washington Vanderbilt, der jüngste Sohn von William Henry Vanderbilt, besuchte mit seiner Mutter, Maria Louisa Kissam Vanderbilt (1821–1896) ab den 1880er Jahren regelmäßig den Luftkurort Asheville in North Carolina. Während seine älteren Geschwister ihre Sommersitze im Umfeld von New York City errichtet hatten (in Newport, Rhode Island, und Hyde Park, New York), entschloss er sich, hier seine Sommerresidenz errichten zu lassen. Das Anwesen umfasst auch ein eigenes Dorf, das Biltmore Village, und eine Kirche, die unter dem Namen Cathedral of All Souls bekannt ist.
Der Name Biltmore wurde in Anlehnung an den Familiennamen, der van der Bilt (deutsch „aus Bildt stammend“) bedeutet, wobei die Gemeinde De Bilt in den Niederlanden gemeint ist, aus der die Familie stammte, sowie More, dem altenglischen Wort für „Weites Land“.
Im Mai 1963 erhielt Biltmore Estate den Status eines National Historic Landmarks zuerkannt. Im Oktober 1966 wurde das Anwesen als Historic District in das National Register of Historic Places eingetragen.
Das Anwesen befindet sich noch heute in Familienbesitz, kann jedoch schon seit 1930 besichtigt werden. Es diente als Drehort u. a. für die Filme Willkommen Mr. Chance, Der Schwan, Richie Rich und Hannibal.

### Architektur
Es war Vanderbilts Wunsch, dass seine Sommerresidenz im Stil der französischen Renaissance-Architektur gebaut werden solle. Er beauftragte den prominenten New Yorker Architekten Richard Morris Hunt mit dieser Aufgabe. Hunt, der an der Ḗcole des Beaux-Arts in Paris studiert und schon zuvor für die Vanderbilts gearbeitet hatte, entwarf für seinen Auftraggeber ein schlossartiges Anwesen nach dem Vorbild mehrerer Loireschlösser. So diente die große Freitreppe des Château de Blois als Modell der äußeren Wendeltreppe. Hunt machte mit seinen Entwürfen den Châteauesque-Stil in den Vereinigten Staaten populär.

### Inneneinrichtung
Während des Baus ging Vanderbilt auf Auslandsreise, um die Einrichtung zu erwerben. Er kehrte mit Tausenden von Möbelstücken für sein neu gebautes Haus nach North Carolina zurück. Die Inneneinrichtung umfasst Möbel, Wandteppiche, Hunderte von Teppichen, Drucke, Bettwäsche und dekorative Objekte, die alle aus der Zeit zwischen 1400 und den späten 1800er Jahren stammen. Das Sortiment stammt aus unterschiedlichsten östlichen und westlichen Ländern der ganzen Welt.